# Красноголовець Костянтин Анатолійович
Красноголо́вець Костянти́н Анато́лійович — старший солдат Збройних сил України.
Станом на жовтень 2017-го проживає у місті Старокостянтинів.

## Нагороди
За особисту мужність і героїзм, виявлені у захисті державного суверенітету та територіальної цілісності України, вірність військовій присязі під час російсько-української війни, відзначений — нагороджений
- 27 червня 2015 року — орденом «За мужність» III ступеня,
- медаллю «Захиснику Вітчизни».